# Gracula religiosa
El miná de Himalaya (Gracula religiosa), también denominado miná sagrado, es una especie de ave paseriforme de la familia Sturnidae que habita en el sudeste asiático. Vive en las selvas de la India, Indochina, el sur de China y Sumatra. Se ha convertido en una mascota popular en las pajarerías de todo el mundo por su capacidad de imitar la voz humana.

## Comportamiento
Esta especie vive en parejas o pequeñas bandadas, en selvas de montaña, vegetación secundaria y plantaciones. Se alimenta de frutos en los árboles y de insectos en el suelo mientras camina sondeando aquí y allá. De noche se agrupa en densas colonias para dormir en los árboles. La pareja hace su nido de hierba, ramitas y hojas en huecos de árboles o de edificios.
La hembra en las parejas suelen poner entre dos y cuatro huevos por puesta. Los sexos de esta especie son similares. Es un ave sedentaria y común en la zona en la que habita.

## Subespecies

Distribución de las distintas variedades de gracula religiosa y otras especies del género.

Se reconocen siete subespecies:
- G. r. peninsularis
- G. r. intermedia
- G. r. andamanensis
- G. r. religiosa
- G. r. batuensis
- G. r. palawanensis
- G. r. venerata